# Schulhaus Emmering (Landkreis Fürstenfeldbruck)

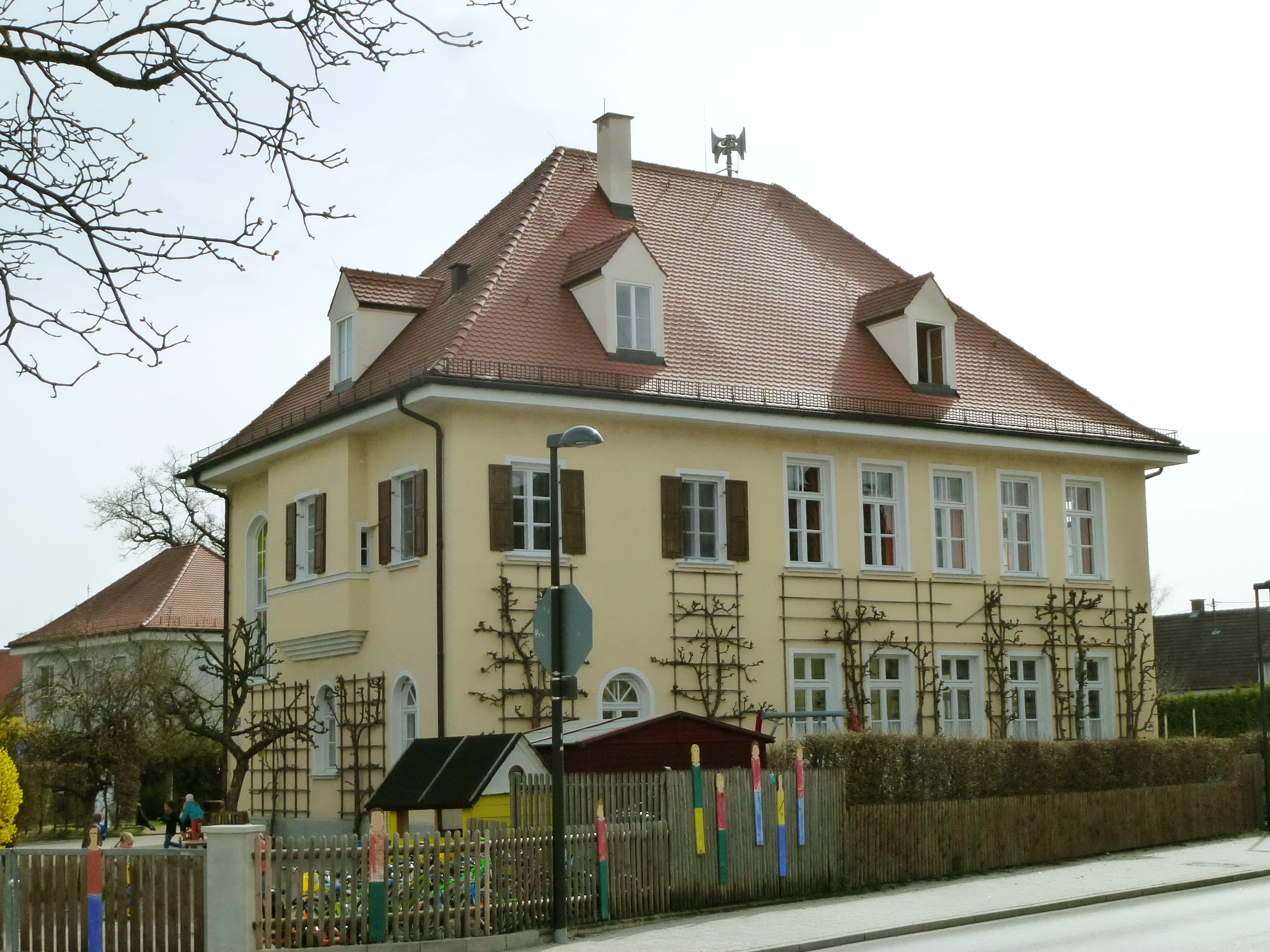
Schulhaus in Emmering

Das ehemalige Schulhaus in Emmering, einer Gemeinde im oberbayerischen Landkreis Fürstenfeldbruck, wurde 1912 errichtet. Das Schulgebäude an der Amperstraße 1 ist ein geschütztes Baudenkmal.
Der zweiflügelige Walmdachbau in neubarocken Formen wurde nach Plänen des Architekten Leo Hoch errichtet. 